# Franz-Joseph Dumbeck

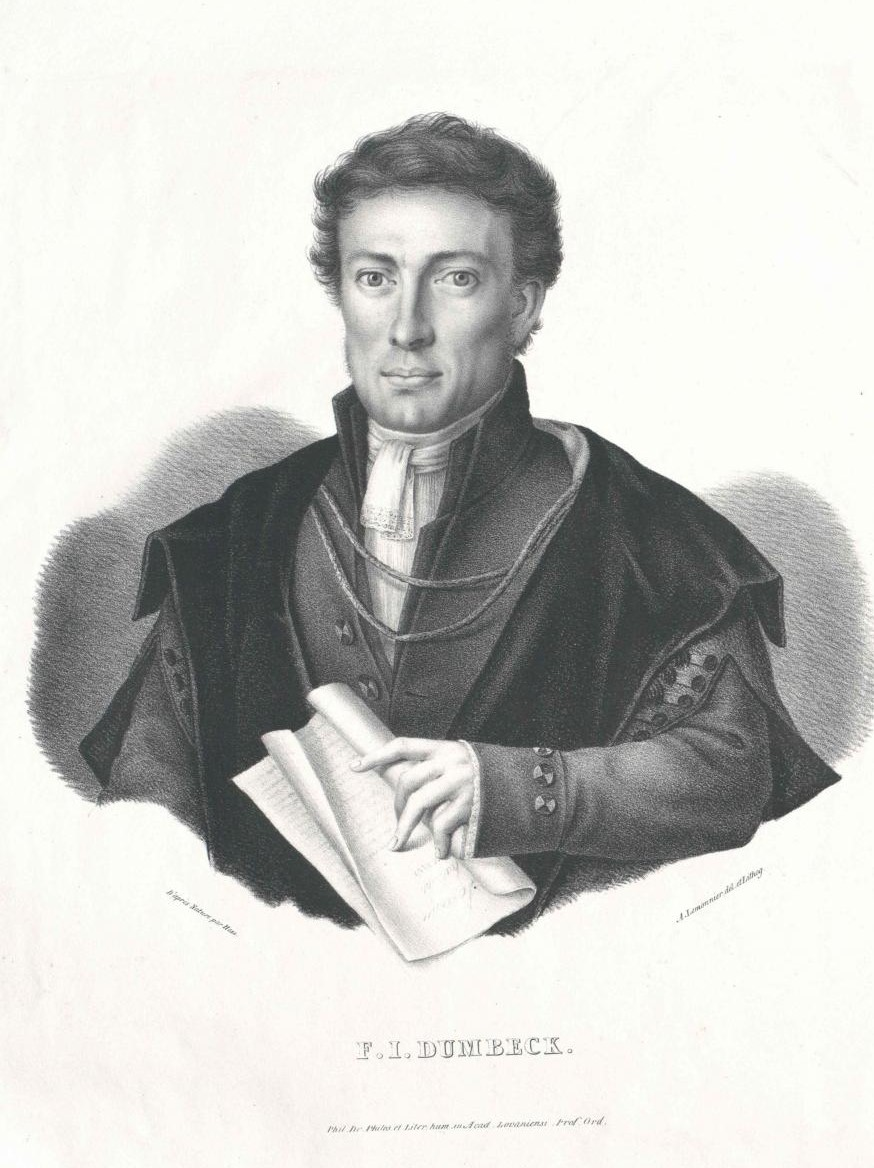
Franz Joseph Dumbeck.

Aloïs Franz-Joseph Dumbeck (Mingolsheim, 21 november 1791 - Ziegelhausen bij Heidelberg, 2 juni 1842) was een Duits hoogleraar aan de Rijksuniversiteit Leuven.

## Levensloop
Nadat hij vanaf 1814 leraar Duits, Grieks en literatuurgeschiedenis was in het Keulense gymnasium in Berlijn, werd hij in 1819 hoogleraar geschiedenis en aardrijkskunde benoemd aan de Rijksuniversiteit Leuven, faculteit wijsbegeerte en letteren.
Van 1825 tot 1827 was hij rector magnificus van zijn universiteit. Hij werd er bevriend met zijn streekgenoot Léopold August Warnkönig. Hij keerde na 1835 terug naar Duitsland.

## Publicaties
- Geographia pagorum vetustae Germaniae Cisrhenanorum, Berlijn, 1818.
- Historiae universae tabulae ethnographico-periodico-synchronisticae, Berlijn, 1820.
- Oratio Commentariis iluustrata de re publica literata, 1826.